# Qazim Koculi
Qazim Koculi, född 22 augusti 1887 i Vlora i Osmanska Albanien, död 17 mars 1943, var en albansk politiker.

### Fotnoter
1. ↑   A Biographical Dictionary of Albanian History. Robert Elsie. sid. 240